# Žerka
Přírodní památka Žerka byla vyhlášena v roce 2016 na ploše 19,0037 hektaru a nachází se na území přírodního parku Rymáň, mezi vesnicemi Dolní Zimoř, Chodeč a Strážnice v okrese Mělník ve Středočeském kraji. K poslední zmiňované vsi (Strážnice u Mělníka) patří celé území i katastrálně, společně s ní pak spadá pod obec Vysoká. Přírodní památku tvoří dvě oddělené a navzájem nepříliš vzdálené části. První z nich (jihozápadní) leží severovýchodně od Strážnic, nad Jandovou roklí, poblíž polností zvaných U Havírny. Nachází se mimo cesty, a je tudíž špatně přístupná. Druhá (severovýchodní) část leží severně od Strážnic v okolí cesty do Dolní Zimoře, v místech označovaných pomístními jmény Žerka, U Žerky a V Močidle (tam najdeme i pramen pojmenovaný Žerka), na úbočí vrchu Strážnice (326 m). Na sever od této části přírodní památky začíná malebná skalnatá rokle Kudlák, táhnoucí se až k zástavbě Dolní Zimoře.

## Předmět ochrany
Předmětem ochrany jsou polopřirozené suché trávníky a facie křovin na vápnitých podložích (Festuco-Brometalia) a na ně vázané vzácné a chráněné teplomilné druhy flóry a fauny.
Geomorfologicky je území součástí celku Ralská pahorkatina, podcelku Dokeská pahorkatina a okrsku Polomené hory. Geologické podloží tvoří křemenné pískovce jizerského souvrství, v nadloží střídané vápnitými jílovci, slínovci a prachovci teplického souvrství české křídové pánve. V prudších partiích svahů mohou tyto druhohorní usazeniny vystupovat na povrch. Svrchní vrstvu pak tvoří čtvrtohorní sedimenty, jako jsou spraše a sprašové hlíny, kamenité až hlinito-kamenité svahoviny a jemnější naplaveniny v údolích. Fytogeograficky patří přírodní památka k mezofytiku, k fytogeografickému okresu 51. Polomené hory.
Botanicky se jedná o hodnotnou lokalitu s výskytem 17 druhů v Černém a červeném seznamu cévnatých rostlin. Patří k nim hořeček nahořklý (Gentianella amarella), hořec křížatý (Gentiana cruciata), zahořanka žlutá (Orthantha lutea), hvězdnice zlatovlásek (Aster linosyris), pcháč bělohlavý (Cirsium eriophorum), koulenka prodloužená (Globularia bisnagarica), černýš rolní (Melampyrum arvense), vemeník dvoulistý (Platanthera cf. bifolia), černohlávek velkokvětý (Prunella grandiflora), kavyl Ivanův (Stipa pennata), okrotice bílá (Cephalanthera damasonium), voskovka menší (Cerinthe minor), oman vrbolistý (Inula salicina), prvosenka jarní (Primula veris), ožanka kalamandra (Teucritum chamaedrys) a kalina tušalaj (Viburnum opulus).
Pokud jde o zvířenu, byly na území zaznamenány následující vzácné a chráněné druhy: z bezobratlých otakárek ovocný (Iphiclides podalirius) a zápřednice jedovatá (Cheiracanthium punctorium), z plazů ještěrka obecná (Lacerta agilis) a z ptáků moták pilich (Circus cyaneus).
Historicky tvořily značnou část území sady, částečně pastviny a v mírnějších partiích svahů také přeorávané louky. Péče o chráněné území by se měla blížit návratu k tomuto historickému stavu, bránit sukcesi, redukovat nálety trnky, hlohu a dalších dřevin a současně monitorovat výskyt vzácných rostlinných druhů.

## Fotogalerie

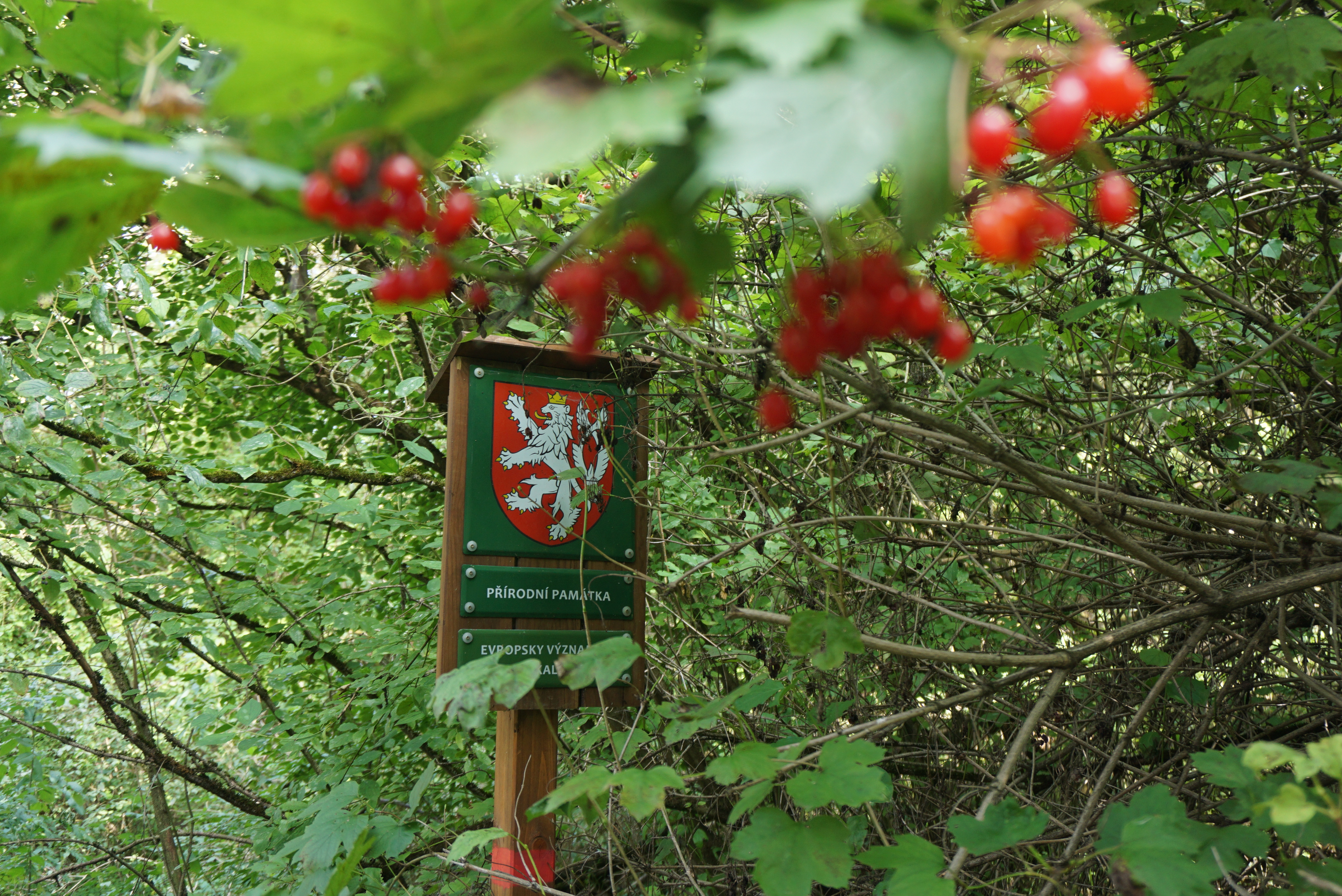
cedule na okraji severovýchodní části chráněného území
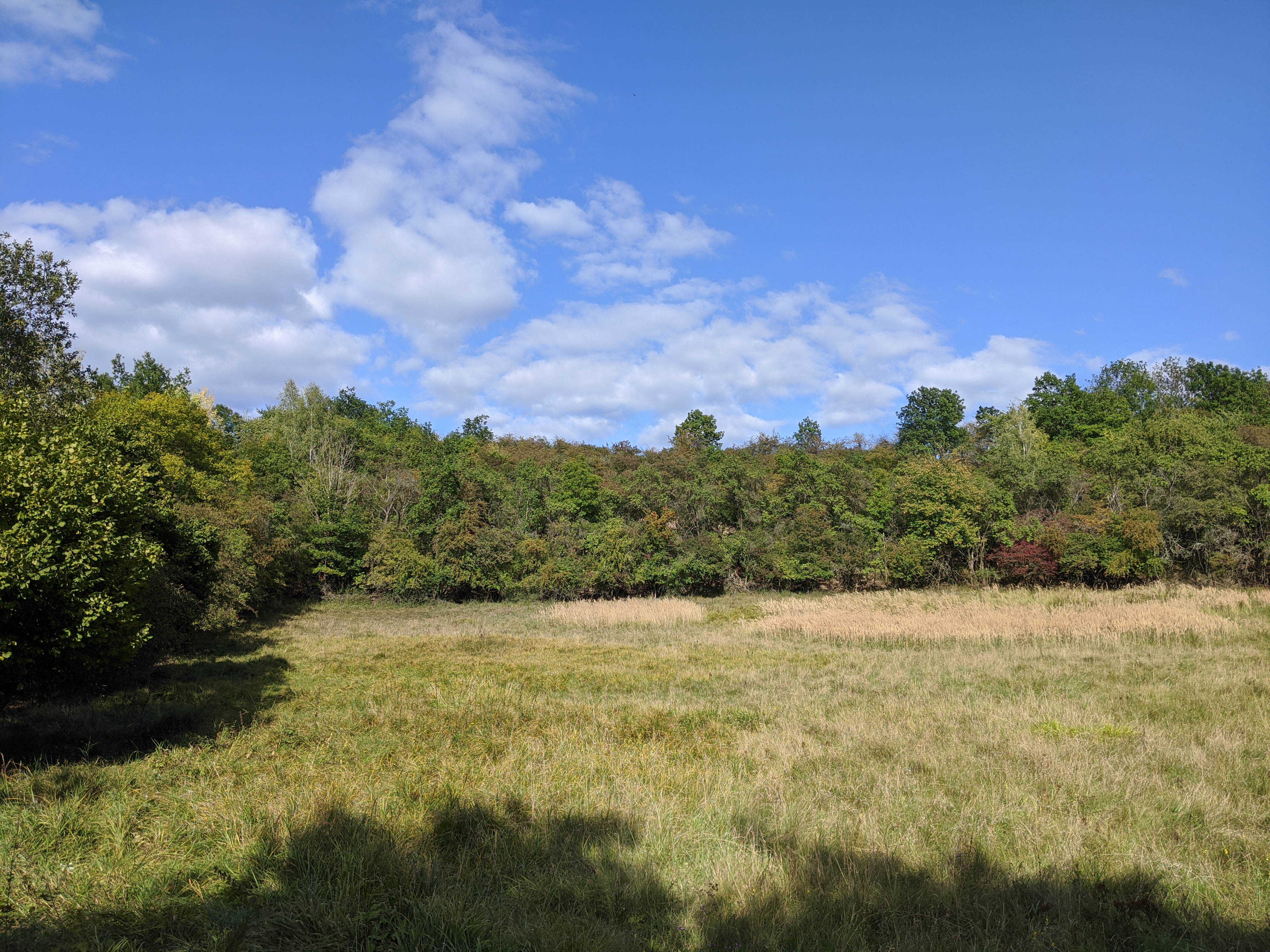
severovýchodní část chráněného území
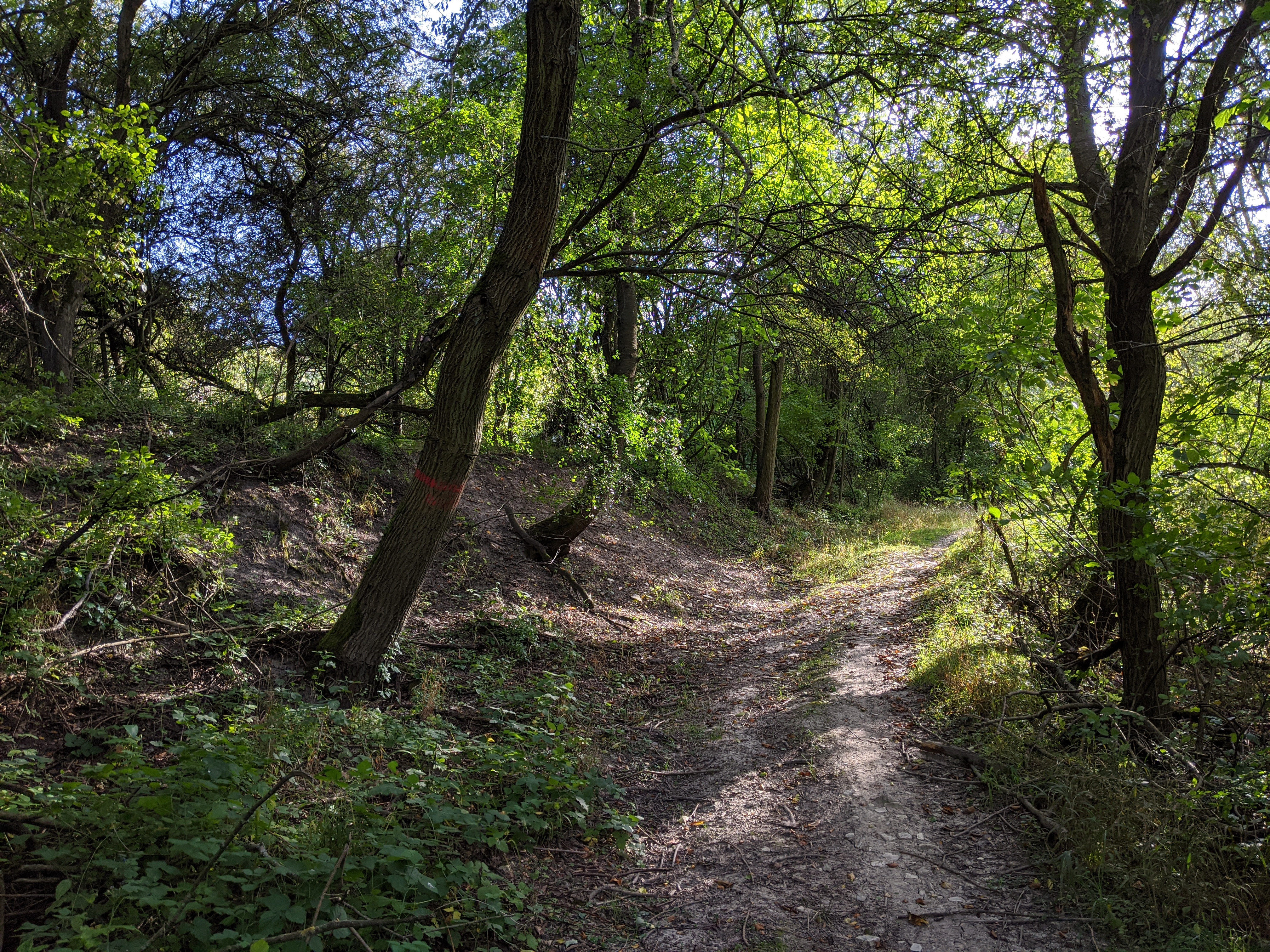
cesta z Dolní Zimoře do Strážnic
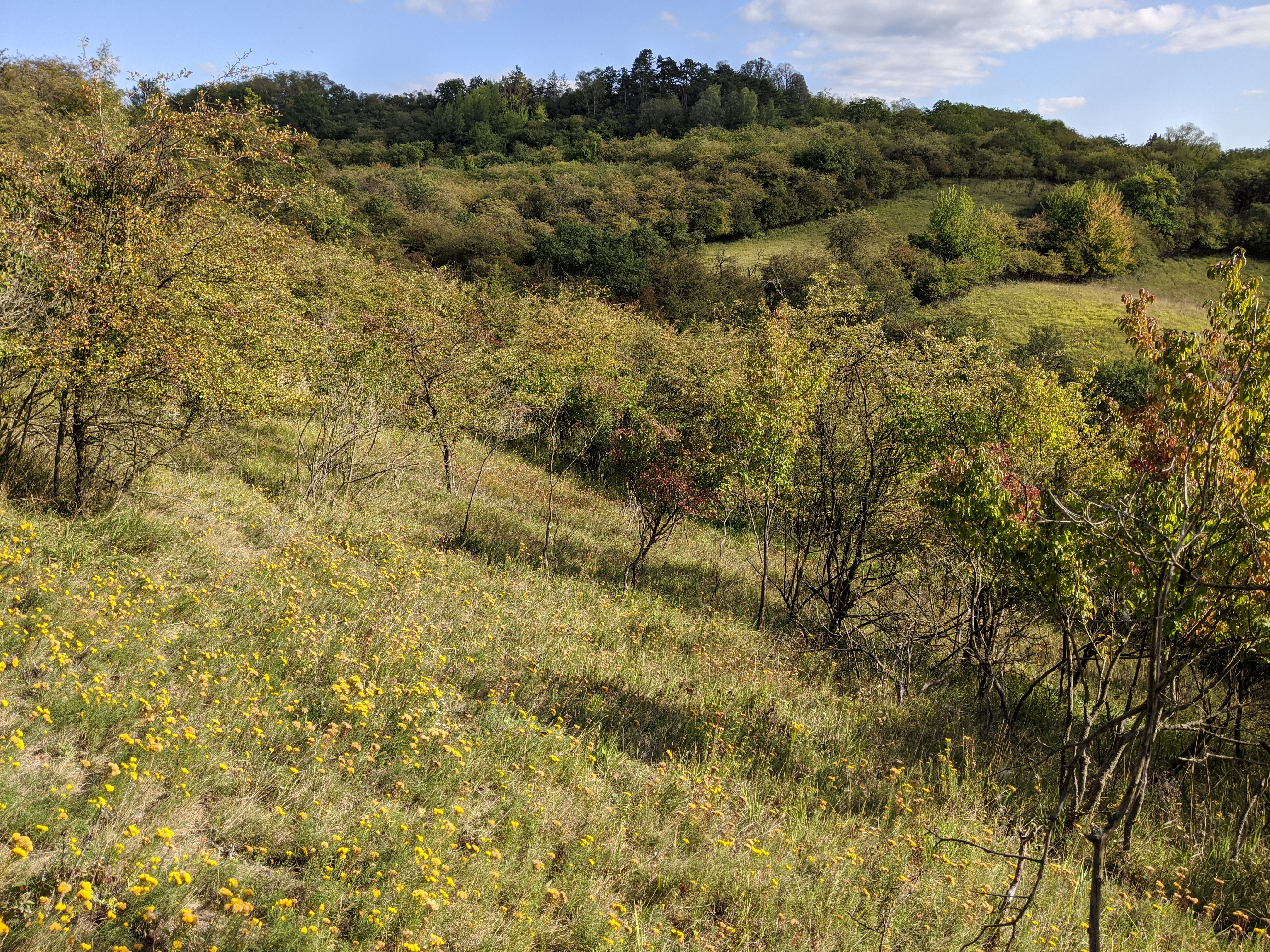
jihozápadní část chráněného území
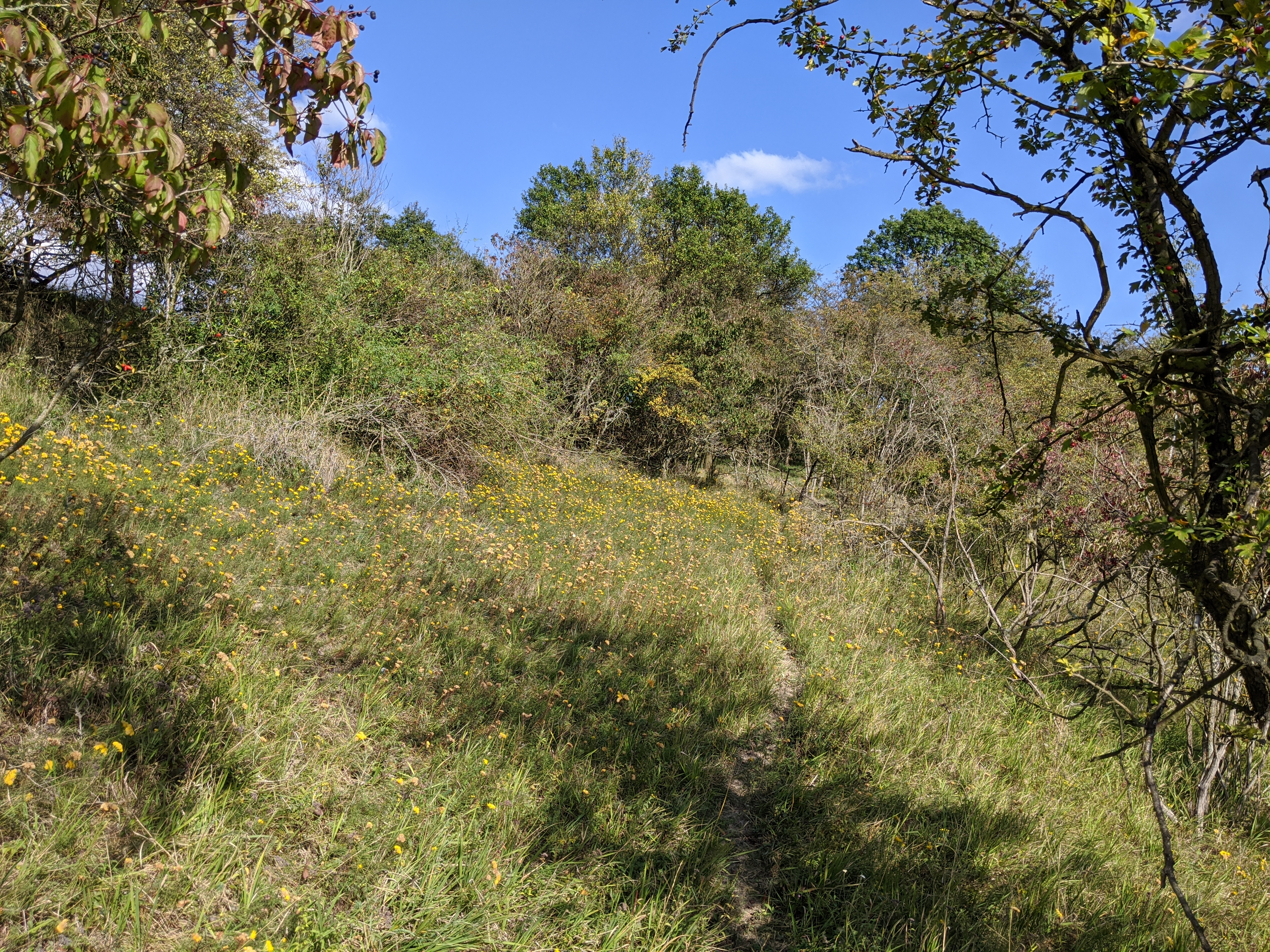
starý sad v této části PP
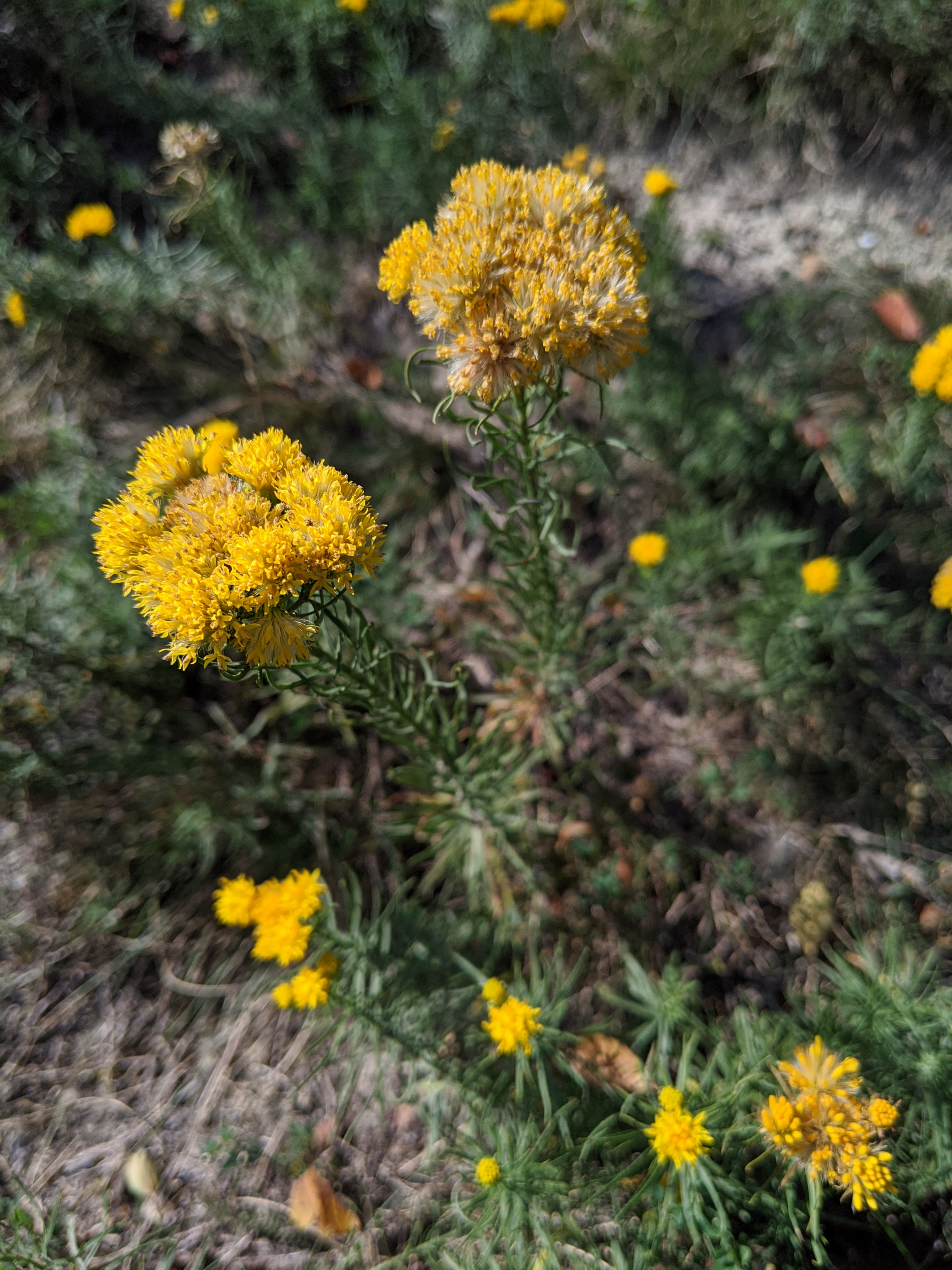
hvězdnice zlatovlásek na lokalitě